# Immigration yougoslave en France
L'immigration yougoslave en France est un phénomène migratoire qui a commencé dès avant la naissance de la Yougoslavie en 1918 sous la forme d'une immigration économique, avant de se politiser du fait de la radicalisation du paysage politique avant la Deuxième Guerre mondiale et ensuite de l'arrivée de Tito au pouvoir. Pendant la deuxième moitié du vingtième siècle, l'immigration redevint économique, grâce à l'ouverture du pouvoir de Tito vers les pays occidentaux, dans le cadre de la Guerre Froide.

## Histoire des flux

### Premières migrations économiques
Depuis le XIXe siècle, un maigre flux de paysans et d'agriculteurs constitua une première émigration yougoslave vers la France. Cette immigration était avant tout précaire et ouvrière. Ces populations ont pour leur majorité travaillé dans le bassin minier du nord de la France, en manque de main-d’œuvre. Pendant l'entre-deux-guerres, la population yougoslave en France s'accroît considérablement, passant de 4 000 personnes en 1921 à 31 000 en 1931, flux qui a été facilité par la politique de coopération franco-yougoslave à cette époque qui se traduit notamment par le traité d'amitié signé en 1927. La Grande Dépression causa cependant une vague massive de départs dus à la vague de xénophobie de cette période et aux licenciements massifs des travailleurs étrangers, pour protéger le travail national.

### Migrations politiques
La première moitié du XXe siècle est aussi l'occasion d'une vague d'immigration intellectuelle yougoslave vers la France. Qu'il s'agisse d'indépendantistes, notamment Croates, ou d'artistes et intellectuels curieux de découvrir les foyers artistiques que constituent les capitales occidentales, cette immigration est particulièrement favorisée et aisée.
Après la Seconde Guerre mondiale et l'instauration d'un régime socialiste sous l'égide de Tito notamment, ces flux reprennent avec l'arrivée notamment de Croates, de démocrates, de libéraux ou de royalistes victimes de violences politiques. Ils parviennent à obtenir l'asile politique en France.

### Migrations économiques de l'après-guerre
A l'issue de la guerre, la France est en manque de main-d’œuvre. Les Trente Glorieuses ne font que confirmer cet appel à des travailleurs manuels. La Yougoslavie signe ainsi en 1965 un accord d'émigration avec les pays occidentaux, facilitant de ce fait les flux de travailleurs. Ceux-ci sont surtout jeunes, mariés et sans enfants (ou les ayant laissés en Yougoslavie à la garde de parents) et éduqués. Cette immigration, du fait de ces caractéristiques, a donc connu une intégration facilitée, avec un taux de travail très élevé. Le conjoint a également, dans près de la moitié des cas, un travail, ce qui est plus rare pour les populations étrangères en France. De ce fait, alors qu'ils n'y avait que 2 000 Yougoslaves en France en 1938, ils sont déjà 47 500 en 1968 et 70 300 en 1975.

## Intégration

### Politique française
S'il y eut un laisser faire total de la part de l’État français dans la première moitié du XXe siècle à l'égard des populations étrangères en termes de politique sociale, la deuxième moitié du siècle donne une importance croissante à l’État dans ce domaine. Un exemple notable de ce phénomène est l'enseignement des langues : une circulaire du ministère de l’Éducation nationale en 1976 prévoit pour les élèves volontaires trois heures de cours par semaine d'une langue yougoslave.

### Pratiques communautaires

#### Identité nationale
Un élément essentiel de l'intégration de l'immigration yougoslave en France a été la solidarité des émigrés entre eux. Cette solidarité se faisait selon deux facteurs : le niveau social et l'éducation (les 60 % de Yougoslave ne parlant pas Français à leur arrivée dans la deuxième moitié du vingtième siècle furent exclus des cercles déjà prêts à l'intégration par leur connaissance de la langue française) et la nationalité. Cette dernière était essentielle dans la définition de soi des immigrés. En effet, seuls 2 % de la population yougoslave en France adhérait à l'identité yougoslave. Cet attachement à l'identité nationale particulière (Serbe, Croate, etc.) explique la multiplication des associations, notamment folkloriques, qui contribuaient à entretenir leur culture identitaire. Ces pratiques ont pour conséquences que la population yougoslave en France, si elle diminue dans les années suivantes - ils sont 62 500 en 1982, 52 500 en 1990 et 52 400 en 1999 -, ne disparaît pas pour autant, les Yougoslave tenant encore à leur nationalité et refusant pour beaucoup de devenir français.

#### Rivalités
La population yougoslave en France est marquée par une forte rivalité entre les émigrés croates issues de l'émigration politiques et les Serbes venus avant tout pour des raisons économiques. Il y a ainsi un fort hermétisme entre ces deux groupes, qui peut aller jusqu'au rejet.

### Représentations
Les Croates sont souvent considérés par les Français comme des oustachis. Ceux-ci ne constituaient en fait qu'une minorité de la présence Croate en France. La tentative d'assassinat du vice-consul yougoslave de Lyon en 1975 a contribué à placer les oustachis au centre des considérations politique de l'immigration yougoslave.